# Reyes (Bolivie)
Pour les articles homonymes, voir Reyes.
Reyes est la capitale de la province de José Ballivián dans le département de Beni au nord de la Bolivie.

## Géographie
Reyes est situé à 32 kilomètres au sud-ouest de Rurrenabaque, sur le fleuve Beni. 

## Communication
Les vols à destination de Rurrenabaque peuvent être détournés vers Reyes. 

## Personnalités
Nuvia Monténégro, une reine de beauté[évasif], est née à Reyes. 

## Tourisme
Reyes est récemment devenue un arrêt touristique sur le chemin de Rurrenabaque.[réf. nécessaire]